# Eri Natori
Eri Natori (Japans: 名取 英理) (Chino, 23 september 1985) is een schaatsster uit Japan. Ze vertegenwoordigde haar vaderland op de Olympische Winterspelen 2010 in Vancouver.

## Resultaten

### Olympische Winterspelen
| Jaar | Plaats    | Resultaten |
| ---- | --------- | ---------- |
| 2010 | Vancouver | 21e 3000 m |

### Wereldbeker
Eindklasseringen
| Seizoen   | 3000/5000 m |
| --------- | ----------- |
| 2009/2010 | 23e         |

### Aziatische kampioenschappen
| Jaar | 1500 m | 3000 m | 5000 m |
| ---- | ------ | ------ | ------ |
| 2010 | 9e     | 7e     | 7e     |

### Japanse kampioenschappen
| Jaar | 1500 m | 3000 m | Sprint | Allround |
| ---- | ------ | ------ | ------ | -------- |
| 2004 | 21e    | 13e    | -      | 12e      |
| 2005 | 14e    | 12e    | -      | 17e      |
| 2006 | 11e    | 10e    | 29e    | 12e      |
| 2007 | 10e    | 11e    | -      | 14e      |
| 2008 | 8e     | 6e     | -      | 12e      |
| 2009 | 19e    | 10e    | -      | 9e       |
| 2010 | 5e     | 5e     | -      | -        |
| 2011 | 11e    | 25e    | -      | DNF      |
| 2012 | 17e    | 17e    | -      | DNF      |
| 2013 | 32e    | 17e    | -      | DNF      |
| 2014 | 24e    | 18e    | -      | -        |

## Persoonlijke records
| Afstand    | Tijd    | Datum            | Baan           |
| ---------- | ------- | ---------------- | -------------- |
| 500 meter  | 41,85   | 9 januari 2010   | Obihiro        |
| 1000 meter | 1.23,45 | 27 december 2005 | Nagano         |
| 1500 meter | 1.58,50 | 12 december 2009 | Salt Lake City |
| 3000 meter | 4.05,14 | 4 december 2009  | Calgary        |
| 5000 meter | 7.14,19 | 21 november 2009 | Hamar          |